# 科爾克
科爾克（西班牙語：Corque），是玻利維亞西部奧魯羅省卡兰加斯县的市鎮，并为该县的县府所在地。處於瓦伊亞馬卡山脈南端，海拔高度3,777米，每年平均降雨量約300毫米，2012年市镇人口数量为9,221人。